# Cytisus benehoavensis
Cytisus benehoavensis là một loài thực vật có hoa trong họ Đậu. Loài này được (Bolle) Svent. miêu tả khoa học đầu tiên.